# آریسا آندو
آریسا آندو (انگلیسی: Arisa Andō؛ ۵ مارس ۱۹۵۷ – ) صداپیشه اهل کشور ژاپن است. وی از سال ۱۹۷۹ میلادی تاکنون مشغول فعالیت بوده‌است.
از فیلم‌ها یا برنامه‌های تلویزیونی که وی در آن نقش داشته‌است می‌توان به مشت ستاره شمالی اشاره کرد.